# David Markham
David Markham, właśc. Peter Basil Harrison (ur. 3 kwietnia 1913 w Wick, zm. 15 grudnia 1983 w Hartfield) – brytyjski aktor teatralny, filmowy i telewizyjny.
W latach 1943–1946 grał na scenie Playhouse Theatre w Liverpoolu, m.in. w tragedii Romeo i Julia. W 1954 w londyńskim teatrze Lyric Hammersmith wystąpił w Wiśniowym sadzie.
W 1937 ożenił się z Olive Dehnem (1914–2007), dramaturg BBC Radio. Mieli cztery córki: Sonię – ilustratorkę, Kikę (ur. 1940) – aktorkę, żonę aktora Corina Redgrave’a, Petrę (ur. 1944) – aktorkę oraz Jehane – poetkę i dramaturg, żonę aktora Rogera Lloyda-Packa.
W czasie II wojny światowej został uwięziony jako obdżektor, zanim pozwolono mu na prace leśne.
David Markham pojawiał się często w telewizji i sporadycznie w kinie, jako Arthur Barras w dramacie katastroficznym Carola Reeda Gwiazdy patrzą na nas (The Stars Look Down, 1940) z Michaelem Redgrave, wróżbita w melodramacie François Truffauta Dwie Angielki i kontynent (1972) czy doktor Michael Nelson w komediodramacie Noc amerykańska (1973) z Jacqueline Bisset.

## Wybrana filmografia
- 1971: Życie rodzinne
- 1971: Krew z grobowca mumii jako doktor Burgess
- 1972: Dwie Angielki i kontynent jako wróżbita
- 1973: Noc amerykańska jako doktor Michael Nelson
- 1979: Tess jako wielebny Clare
- 1982: Gandhi jako starszy Anglik